# 沖縄県立真和志高等学校
沖縄県立真和志高等学校（おきなわけんりつ まわしこうとうがっこう）は、沖縄県那覇市字真地にある公立高等学校。沖縄県の全日制高校としては唯一指定制服が無く、全日制普通科としては唯一単位制を採用している。
普通科内に普通コース、クリエイティブアーツコース、介護福祉コースの3コースを有し、写真甲子園では過去3回の優勝経験がある。

## 沿革
- 1966年10月27日　琉球政府立真和志高等学校設立許可。
- 1967年4月6日　第一回入学式。
- 1970年3月　第42回選抜高等学校野球大会に初出場。1回戦敗退。
- 1972年5月15日　本土復帰により沖縄県立真和志高等学校へ改称。
- 1998年4月7日　全日制課程普通科単位制導入。
- 2000年3月1日　家政科廃科。

## 設置学科
- 普通科：6クラス（240人）
  - 普通コース：4クラス（160人）
  - クリエイティブアーツコース：1クラス（40人）

- みらい福祉科：1クラス（40人）

## 交通アクセス
路線バス
| 運行事業者   | 路線・系統                                                                  | 下車停留所               |
| ------------ | --------------------------------------------------------------------------- | ------------------------ |
| 那覇バス     | 2番・識名開南線 3番・松川新都心線 5番・識名牧志線 12番・国場線 15番・寒川線 | 真和志高校前、徒歩1～5分 |
| 沖縄バス     | 18番・首里駅線 127番・屋慶名（高速）線                                      | 真和志高校前、徒歩1～5分 |
| 琉球バス交通 | 113番・具志川空港線 123番・石川空港線                                       | 真和志高校前、徒歩1～5分 |
| 東陽バス     | 191番・城間（一日橋）線                                                     | 真和志高校前、徒歩1～5分 |

## 出身有名人
- 川田広樹（ガレッジセール） - お笑い芸人
- 山川まゆみ - 民謡歌手
- 山田親太朗（サーターアンダギー） - 俳優
- 海老澤健次 - 俳優
- 八木教広 - 漫画家